# 1. FC Femina
Maillots
Le 1. Football Club Femina est un club de football féminin hongrois basé à Budapest.
Le club évolue pour la saison 2011-2012 en première division du championnat hongrois, dont il a remporté dix éditions.

## Palmarès
- Championnat de Hongrie (10)
  - Champion en 1988, 1991, 1996, 1997, 2001, 2002, 2003, 2006, 2007, 2008
  - Vice-champion en 1989, 1990, 1995, 2000

- Coupe de Hongrie (1)
  - Vainqueur en 1996
  - Finaliste en 2000, 2002

- Supercoupe de Hongrie (2)
  - Vainqueur en 1996 et 1997